# Campionati europei di 49er & 49er FX 2007
I Campionati europei di 49er & 49er FX 2007 si sono svolti a Marsala, in Italia, dal 9 al 16 settembre.

## Podi
| Evento | Oro                                   | Argento                                   | Bronzo                                   |
| 49er   | Spagna Iker Martínez Xabier Fernández | Germania Jan-Peter Peckolt Hannes Peckolt | Italia Pietro Sibello Gianfranco Sibello |

## Medagliere
| Posiz. | Nazione     | Oro | Argento | Bronzo | Totale |
| ------ | ----------- | --- | ------- | ------ | ------ |
| 1      | Spagna      | 1   | 0       | 0      | 1      |
| 2      | Regno Unito | 0   | 1       | 0      | 1      |
| 3      | Italia      | 0   | 0       | 1      | 1      |
| Totale | Totale      | 1   | 1       | 1      | 3      |